# Chenai
Chenai (em tâmil: சென்னை; romaniz.: Chennai), atē 1996 chamada de Madras ou, na sua forma aportuguesada, Madrasta, é a capital e a maior cidade do estado de Tâmil Nadu, localizado no extremo sul da Índia. No censo de 2001 tinha 4,3 milhões de habitantes (a sexta cidade mais populosa da Índia), mas o aglomerado urbano tem 7-8 milhões, e é um centro industrial, comercial e portuário na Baía de Bengala. Fundada com o nome, Fort St. George, foi a sede da Companhia Inglesa das Índias Orientais até 1773 e prosperou à base do comércio de algodão e têxteis, tendo sido nessa época a cidade mais importante da Índia enquanto colónia inglesa. É a quarta maior cidade do país, depois de Calcutá, Bombaim e Nova Delhi. Na vizinha cidade de São Tomé de Meliapor estão os restos mortais do Apóstolo São Tomé numa catedral construída pelos portugueses. O famoso cantor Engelbert Humperdinck nasceu em Chenai.
A cidade foi seriamente afectada pelo tsunami que se seguiu ao Maremoto do Índico em 2004.

## Etimologia
Chenni é um nome epônimo, etimologicamente derivado de Chennapattinam ou Chennapattanam, o nome da cidade que cresceu em torno do Fort St. George, construído pelos britânicos em 1640 d.C.. Existem diferentes versões sobre a origem do nome. Quando os britânicos desembarcaram em Chenai em 1639, eles disseram que era para fazer parte do império do Raja de Chandragiri. A British Chennapatnam é chamada depois ele adquirir a partir de Chennappa Nayaka. Gradualmente, o nome foi encurtado para Chenai. O primeiro exemplo da utilização do nome Chenai está em uma escritura datada de Agosto de 1639.

## Demografia
A partir de 2001, Chenai tinha uma população de 4,34 milhões, enquanto o total da população metropolitana era de 7,04 milhões. A população metropolitana estimada em 2006 era de 4,5 milhões de habitantes. Em 2001, a densidade populacional na cidade era de 24 682 por km² (63 926 por mi²), enquanto que a densidade populacional da área metropolitana era 5 922 por km² (15 337 por mi²), tornando-se uma das cidades mais povoadas do mundo. A razão de mulheres para homens é de 951 para cada 1.000 homens, ligeiramente superior à média nacional de 934. A taxa de alfabetização é 80,14%, muito superior à média nacional de 64,5%. A cidade possui a quarta maior população a viver em favelas entre as principais cidades da Índia, com cerca de 820 000 pessoas (18,6% da sua população) que vivem em bairros em degradadas condições. Este número representa cerca de 5% do total da população das favelas na Índia.

## Desporto

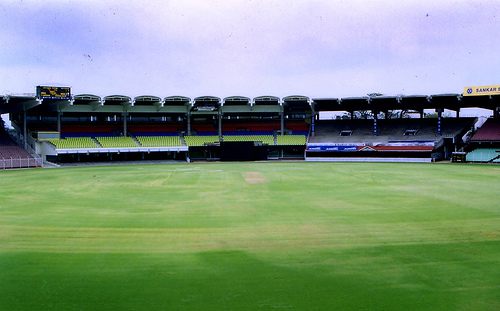
Estádio M. A. Chidambaram, um dos mais destacados campos de críquete indianos.

O críquete é o esporte mais popular em Chenai. O esporte foi introduzido com a fundação do Madras Cricket Club em 1846. O Estádio M.A. Chidambaram em Chepauk foi inaugurado em 1916 e é um dos mais antigos estádios de críquete da Índia. O Chemplast Cricket Ground localizado nas dependências do IIT Madras é outra sede importante para jogos deste esporte. Grandes jogadores de críquete nasceram em Chenai S. Venkataraghavan and Kris Srikkanth. Também é a sede do time Chennai Super Kings, que joga na Indian Premier League. A cidade sediou as finais da Indian Premier League 2011 e Indian Premier League 2012 em Chepauk.
Chenai também possui um time na (Premier Hockey League), o Chennai Veerans, e também promoveu muitos eventos relacionados a este esporte na Ásia, como o Champions Trophy, que teve como sede o Estádio Mayor Radhakrishnan. Jogadores muito populares de tênis nasceram em Chenai, como Vijay Amritraj e Ramesh Krishnan, e o ainda na ativa Somdev Devvarman que começou a jogar na cidade e hoje está bem ranqueado. Desde 1997 Chenai sedia a ATP World Tour e o Chennai Open.

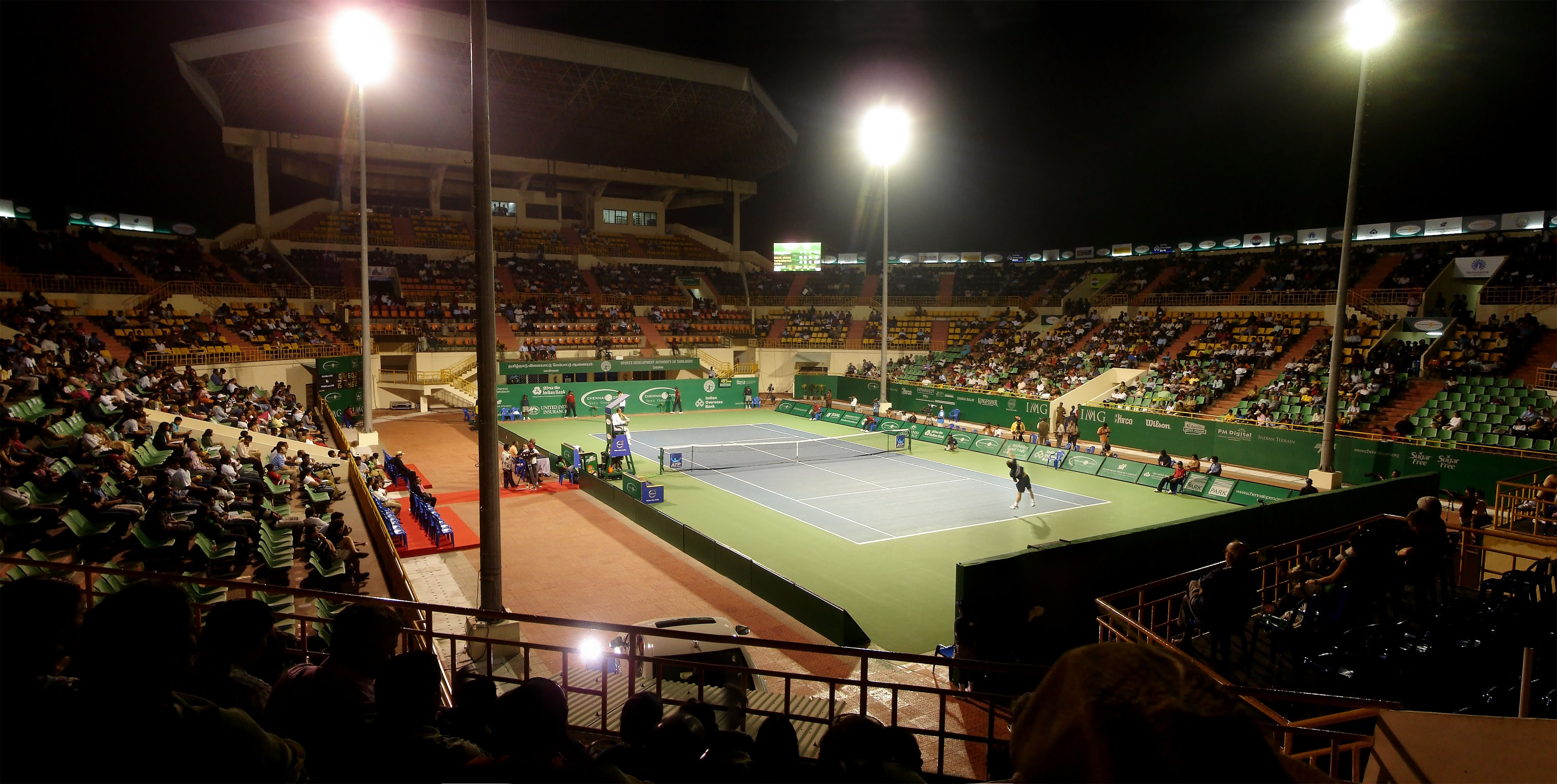
Jogo no SDAT Tennis Stadium do Chennai Open.

O futebol e as competições atléticas são realizadas no Estádio Jawaharlal Nehru, que também possui um complexo para jogos "indoor" (vôlei, tênis de mesa e basquetebol).Os esportes aquáticos são realizados no Complexo Aquático Velachery. Chenai também foi a cidade-sede dos Jogos Sul-Asiáticos de 1995
As corridas de automóveis na Índia têm uma forte conexão com a cidade, desde a época da independência do país. Muitos eventos automobilísticos foram realizados no Irungattukottai Race Track, Sriperumbudur, que também sediou muitos torneios internacionais. Os pilotos de Formula 1 Narain Karthikeyan e Karun Chandhok nasceram em Chenai.
Corridas de cavalos são realizadas no Guindy Race Course, enquanto as competições de remo são feitas no Madras Boat Club. A cidade possui dois campos de golfe (18 buracos), Cosmopolitan Club e o Gymkhana Club, ambos fundados no século XIX. A cidade também tem um clube de rugby union, os Chennai Cheetahs.
Viswanathan Anand, campeão mundial de xadrez, cresceu em Chenai. Outros desportistas de renome que cresceram na cidade são o mesatenista Sharath Kamal e a bicampeã de carrom (jogo semelhante ao ludo), Maria Irudayam. Chenai será a sede do Campeonato Asiático de Atletismo de 2013 e do Campeonato Mundial de Xadrez de 2013.
A cidade também tem uma equipe na Indian Super League, o Chennaiyin FC, campeão da temporada 2015. O time já contou com os brasileiros Elano e Bruno Pelissari, além do técnico italiano Marco Materazzi.

## Relações internacionais
Na cidade de Chenai existem 43 consulados. A presença de consulados na cidade é antiga. Sabe-se que o primeiro foi fundado em 1794, quando Willian Abbott foi apontado representante dos EUA na Índia do Sul. O consulado dos EUA em Chenai é uma das que mais liberam vistos de trabalho no mundo para este país.

## Geminações
A corporação municipal de Chenai é geminada com as seguintes cidades:
- Volgogrado, Oblast de Volgogrado, Rússia[37]
- Denver, Colorado, Estados Unidos[38]
- San Antonio, Texas, Estados Unidos[39]
- Kuala Lumpur, Território Federal, Malásia[40]